# Episodi di Tre mogli per un papà
La prima e unica stagione della serie televisiva Tre mogli per un papà (Trophy Wife) è stata trasmessa in prima visione assoluta negli Stati Uniti da ABC dal 24 settembre 2013 al 13 maggio 2014.
In Italia, la stagione è stata trasmessa in prima visione in chiaro da Rai 3, dal 1º al 30 dicembre 2014.
| nº | Titolo originale                                 | Titolo italiano               | Prima TV USA      | Prima TV Italia  |
| -- | ------------------------------------------------ | ----------------------------- | ----------------- | ---------------- |
| 1  | Pilot                                            | Colpo di fulmine              | 24 settembre 2013 | 1º dicembre 2014 |
| 2  | Cold File                                        | Medici legali                 | 1º ottobre 2013   | 2 dicembre 2014  |
| 3  | The Social Network                               | Social Network                | 8 ottobre 2013    | 3 dicembre 2014  |
| 4  | The Breakup                                      | Non lasciamoci mai            | 15 ottobre 2013   | 4 dicembre 2014  |
| 5  | The Tryst                                        | Non dirmi di no               | 22 ottobre 2013   | 5 dicembre 2014  |
| 6  | Halloween                                        | Halloween                     | 29 ottobre 2013   | 8 dicembre 2014  |
| 7  | The Date                                         | L'appuntamento                | 5 novembre 2013   | 9 dicembre 2014  |
| 8  | Lice and Beary White                             | Pidocchi e Beary White        | 12 novembre 2013  | 10 dicembre 2014 |
| 9  | Russ Bradley Morrison                            | Russ Bradley Morrison         | 3 dicembre 2013   | 11 dicembre 2014 |
| 10 | 'Twas the Night Before Christmas ... Or 'Twas It | La notte prima di Natale      | 10 dicembre 2013  | 16 dicembre 2014 |
| 11 | The Big 5-0                                      | La maledizione del compleanno | 7 gennaio 2014    | 19 dicembre 2014 |
| 12 | The Punisher                                     | Lezione di punizione          | 14 gennaio 2014   | 12 dicembre 2014 |
| 13 | The Tooth Fairy                                  | La fatina dei denti           | 21 gennaio 2014   | 17 dicembre 2014 |
| 14 | Foxed Lunch                                      | Pasti scaltri                 | 4 febbraio 2014   | 15 dicembre 2014 |
| 15 | Happy Bert Day                                   | Buon Bert-anno                | 4 marzo 2014      | 18 dicembre 2014 |
| 16 | The Wedding - Part One                           | Il matrimonio - Prima parte   | 11 marzo 2014     | 22 dicembre 2014 |
| 17 | The Wedding - Part Two                           | Il matrimonio - Seconda parte | 18 marzo 2014     | 23 dicembre 2014 |
| 18 | Couples Therapy                                  | Terapia di coppia             | 1º aprile 2014    | 24 dicembre 2014 |
| 19 | The Minutes                                      | Il verbale                    | 8 aprile 2014     | 25 dicembre 2014 |
| 20 | There's No Guy in Team                           | Niente uomini in squadra      | 29 aprile 2014    | 26 dicembre 2014 |
| 21 | Back to School                                   | Due nuovi babysitter          | 6 maggio 2014     | 29 dicembre 2014 |
| 22 | Mother's Day                                     | La festa della mamma          | 13 maggio 2014    | 30 dicembre 2014 |